# Omiltemia
Omiltemia é um género botânico pertencente à família Rubiaceae.